# ダックレース
ダックレース（duck race）とは、鴨がどれだけ速く走り、泳ぎ、飛べるかを競うスポーツである。競馬と同じように賭博と関連することが多い。
ダックレースは、鴨の走る、飛ぶ、泳ぐ特性を活かしたスポーツである。三種目を競う場合が多く、人間でいうトライアスロンにも似ている。ただし、ラバー・ダックを流す場合は、水上に限る。
ダックレースにはラバー・ダック（アヒルの人形）を川の上流から下流まで流すものもある。この場合、ほとんどが運によって勝負が決まる。日本の自治体では、町おこしとしてラバー・ダックレースを行う自治体もある。

## ラバーダックによるダックレース

### 日本
- 栃木ダックレース（栃木県栃木市・巴波川）[1]
- くしろ霧フェスティバル「あひるの大レース」（北海道釧路市・釧路川）
- さくらまつり「ダックレース」（埼玉県蓮田市・元荒川）
- タイ洪水被害復興支援クリスマスチャリティ「品川ダックレース」（東京都・目黒川）
- あしがらリバーフェスティバル「金太郎チャリティーダックレース」（神奈川県南足柄市・酒匂川もしくは狩川）
- 愛Loveにのみや「ダックレース」（神奈川県・葛川）
- ダービー・ダックレース（東京都狛江市および神奈川県川崎市多摩区・多摩川）
- ダックレース in アクア流水プール（三重県志摩市合歓の郷ホテル&リゾート アクアパーク）
- 川開き観光祭「チキチキダックレース」（大分県日田市・三隈川）
- ワールドバザールダックレース（長崎県佐世保市ハウステンボス） - 屋内で開催。

### 海外
- グレートブリスベン・ダックレース（オーストラリアクイーンズランド州ブリスベン・ブリスベン川）公式HP
- ボルダー・クリーク・フェスティバル「エクスパンド・ダックレース」（アメリカコロラド州ボルダー）
- パウカタック・リバー・ダックレース（アメリカコネチカット州・パウカタック川）
- グレート・ハワイアン・ラバーダッキー・レース（アメリカハワイ州ホノルル・アラワイ運河）